# Ceneselli
Ceneselli est une commune italienne de la province de Rovigo dans la région Vénétie en Italie.

## Administration
| Période                                  | Période | Identité | Étiquette | Qualité |
| ---------------------------------------- | ------- | -------- | --------- | ------- |
|                                          |         |          |           |         |
| Les données manquantes sont à compléter. |         |          |           |         |

La ville est jumelée avec la ville d'Albens en Savoie.

### Hameaux
Albera, Ca'Bernini, Ca'Bonafini, Ca'Pasqualini, Case Chilanti, Cavaliera, Facchina, Granarone, La Campagnina, La Chiesolina, La Gatta, Vaccara

### Communes limitrophes
Calto, Castelmassa, Castelnovo Bariano, Giacciano con Baruchella, Salara, Trecenta